# 岡本癖三酔
岡本 癖三酔（おかもと へきさんすい、明治11年（1878年）9月16日生 - 昭和17年（1942年）1月10日）は、戦前日本の俳人、画家。有季自由律を代表する俳人で、俳画の先覚者としても非常に評価が高い。本名は廉太郎、別号に笛声、碧山水など。

## 経歴

### 充実の時代
父親は小田原藩士の岡本貞烋で、家庭は厳格を極めた。父の赴任先である群馬県高崎で生まれる。幼稚舎から慶應義塾普通部に進み、慶應義塾大学を卒業。
芸術としての俳句は正岡子規・河東碧梧桐に至って完成されたとの観点から、慶大在学中から正岡子規に師事。俳句、俳文、連句を学び、日本派、秋声会系の俳人として出発し、26歳の若さで第一期黄金時代の『ホトトギス』、『時事新報』の俳句選者を務め、松根東洋城、高浜虚子らと共に「俳諧散心（「日盛会」とも称した）」を唱える。虚子は東洋城、癖三酔の句に賛同する場合が多く、河東碧梧桐の新傾向淤の「俳句三昧」に対抗した。更に、慶大の同級生、籾山仁三郎（江戸庵）らと「三田俳句会」を結成。ここから久保田万太郎、大場白水郎らが育った。
ホトトギスを離脱、大正7年（1918年）に、有季自由律を標榜する俳句雑誌『新緑』を主宰し、途中から『ましろ』と改題し、20年間発行し続けた。発行の陰には、発行業務と編集のいっさいを引き受けた門人の尽力があった。更に『自画賛句帖』を100冊を作成。

### 神経衰弱後
しかし、岡本はその後、神経衰弱と糖尿病のため、芝区三田一丁目の松山病院に入院。病院に入院してからは、生涯に渡り門外不出となる重い精神疾患を患った。自分の部屋から一歩も出ずに、昼間から雨戸を閉め切って、ルミナール6錠（カルモチン30錠に相当する。）を飲んで寝てしまうという生活が15年以上続いた。
やがて主治医で歌人の大埜間霽江の尽力もあり、ましろの同人句会や「藤よし」にも出席するようになった。手製絵葉書を乱発し始めここから、俳句を俳画の融合させる新芸術の創造に繋がっていく。57歳にして、神経衰弱を克服し、多摩川や浦安、三宝寺池、豊島園に毎日出かけ、池の鯉にありったけの餌をばらまく日々を過ごした。昭和10年（1935年）を過ぎると、『ましろ』の句会はしばしば防空演習、灯火管制のために中断された。
大東亜戦争中に生涯を閉じた。墓所は小田原市光円寺。

## 逸話
- 俳号が「癖三酔」のため、人からよく酒を贈られたが一滴も飲めない。
- 娘が一人おり、順心女学校（現在の広尾学園中学校・高等学校）へ通っていた。しかし、岡本より先に自殺して他界している。
- 精神疾患が良くなり、外出するようになると、毎晩銀座のカフェに通い続けた。

## 代表句
- 睡蓮すつかり暗くなり灯り/沢潙の窓の風に寝てしまつて/戸を開けて夜の雨空を見あげへうたんの花
- 白い花が首を垂れて庭を冬にしてゐて/軒に青桐が棒立ちで冬中/庭木三十四本に添木して三十三才
- 紙芝居の大当たりの小春で
- 顔知つてる手妻師の若葉銀座
- ほほづき一ツ真赤な弱い男
- 師走の樹々ただ黒く人あゆみ
- 町が淋しくなり電信のはりがねの凧/軒にのびた藤の枯れきつた風の空で
- 長い橋で広い川で草は春になってゐる/路ばたの草の青み自動車倒れさうにゆられ

## 主な著書
- 『癖三酔句集』
- 『俳句脱糞論』
- 『句死骸』
- 『江戸川べりの半日』（随筆）